# Philippimyia cyanocephala
Philippimyia cyanocephala är en tvåvingeart som först beskrevs av Philippi 1865.  Philippimyia cyanocephala ingår i släktet Philippimyia och familjen blomflugor. Inga underarter finns listade i Catalogue of Life.